# جاك هاريس (سياسي)
جاك هاريس هو محامي وسياسي كندي، ولد في 27 أكتوبر 1948 في سانت جونز في كندا. حزبياً، نشط في الحزب الديمقراطي الجديد. وقد انتخب عضو مجلس العموم الكندي.